# All Saints (band)
All Saints is een Britse-Canadese popgroep bestaande uit alleen dames, die aanzienlijk commercieel succes behaalden in de jaren negentig. De groep bestaat uit de oprichtster Melanie Blatt en Shaznay Lewis, en de gezusters Nicole en Natalie Appleton. Na een succesperiode van ongeveer 5 jaar ging de band in 2001 na veel conflicten uit elkaar. In 2006 kondigden de leden echter aan weer bij elkaar te zijn gekomen voor een geheel nieuw album. En na 10 jaar werd in 15 april 2016 het album Red flag uitgebracht.

## Beginperiode
Zowel Melanie als Shaznay begonnen hun carrière als achtergrondzangeressen bij ZTT Recording Studios in de All Saints Road te Londen. In 1993 besloten Mel en Shaz hun talenten te bundelen door middel van een eigen bandje. Niet veel later voegde Simone Rainford zich bij de twee meiden. Volgens Simone hadden de meiden aan de naam Spice gedacht, maar ze vonden uiteindelijk zelf dat die naam niet goed genoeg was. Hierna werd besloten om de band de naam All Saints 1.9.7.5. te geven, een verwijzing naar de straat waar Shaznay en Melanie elkaar hadden ontmoet. 1.9.7.5. was weer een verwijzing naar hun geboortejaar. In 1994 trad het drietal voor de eerste keer in het openbaar op tijdens het Notting Hill Carnaval. Het hoogtepunt van de band was tijdens de Smash Hits Tour van 1995 waar ze voor het eerst een glimp van beroemdheid opvingen en samen met Boyzone, Peter André en de Backstreet Boys optraden. Als eerste single verscheen in 1994 het nummer Silver Shadow maar wegens weinig airplay flopte het genadeloos. De muzikale verschillen tussen de meiden zorgde er uiteindelijk voor dat Simone de band in de zomer van 1995 verliet.
Shaznay en Melanie besloten om het als duo verder te proberen in de muziekwereld. Nog datzelfde jaar verscheen de single If You Wanna Party (I Found Lovin') maar ook deze wist - net als de voorgaande single - de hitparades niet te bereiken. Hierna besloot ZTT Records om niet verder te gaan met het duo. Melanie en Shaznay wilden echter doorgaan en gingen zelfs op zoek naar een vervanger van Simone. Na enkele audities ontmoette Melanies vader Nicole Appleton, die Melanie nog kende van haar jaren aan de Sylvia Young Theatre School. Het was Shaznay die Nicole enthousiasmeerde voor de groep. Natalie aarzelde aanvankelijk omdat ze haar twee jaar oude dochter niet in de steek wilde laten, maar haar ouders besloten haar te helpen met de opvoeding en haar zo de mogelijkheid te geven een carrière te beginnen. Aldus opgericht in mei 1996, ontmoetten de vier meiden Karl Gordon - een voormalig lid van "Outlaw Posse" - met wie ze een demo opnamen voor I Know Where It's At. De volgende stap was een platenlabel zien te vinden, maar de meeste wilden van hen een soort Spice Girls maken. Gelukkig voor hen kwam de demo terecht bij London Records, waarmee een contract tot kwam.

## Eerste succes
In 1997 stormde I Know Where It's At, hun debuutsingle als een kwartet, naar nummer 4 in de Engelse hitlijsten en was uitermate succesvol, echter het was de volgende single, Never Ever (november 1997) die All Saints lanceerde als popsterren en waarvan meer dan één miljoen exemplaren in het Verenigd Koninkrijk werden verkocht. Volgens Ger Tillekens is een reden voor het succes van Never Ever dat het gebaseerd is op de muziek van Amazing Grace en ondanks dat de tekst volledig anders is, wordt het onbewust herkend. Tevens werd in november het debuutalbum van de meiden uitgebracht, simpelweg de titel All Saints met zich meedragend. Meteen al in de eerste week werden er in Engeland een half miljoen stuks van verkocht. Buiten Groot-Brittannië verscheen het album in januari 1998. De band vloog de halve wereld over voor promotie bij radio en televisiestations. In februari vond de uitreiking van de jaarlijkse Brit Awards plaats. All Saints liep de kans om twee prijzen te winnen. De band werd genomineerd in de categorie Best Video en Best Single en wisten de nominaties te verzilveren. Hiermee werden ze eindelijk als girlband serieus genomen door de Britse media.
In april verscheen een nieuwe single van de band met een dubbele A-kant: Under The Bridge/Lady Marmalade. All Saints wist opnieuw de eerste plaats in de Brits charts te bereiken en ook buiten hun thuisland deed deze single het goed. De zomermaanden van dit jaar stonden voornamelijk in het teken van promotie in Amerika. Met Never Ever scoorde All Saints een hit in de Amerikaanse charts, door op nummer 4 te eindigen. De volgende single in Europa was het - lichtelijk seks-georiënteerde - Bootie Call dat in Engeland de derde nummer 1-hit voor de band betekende. In het najaar stopte Melanie tijdelijk met All Saints, aangezien ze in verwachting was van haar eerste kind. De overige leden gingen al trio verder. Zo deden ze promotie voor de nieuwe single War Of Nerves, die in Engeland nog nr. 7 behaalde in de charts, maar daarbuiten niet echt aansloeg. All Saints had een aantal nominaties ontvangen van de MTV Europe Music Awards, en wisten er (slechts) eentje te verzilveren: die voor Best Breaktrough Act.

## Comeback
All Saints startte 1999 met een uitgebreide succesvolle tour door Engeland. Ook werden er plannen gemaakt voor een nieuw album. Melanie - inmiddels bevallen van een dochter - keerde weer terug bij de band, een deed dus ook mee aan de tour. Tevens besloten Nicole, Natalie en Melanie zich dit jaar toe te leggen op een nieuwe uitdaging: acteren. Dave Stewart (frontman van The Eurythmics had de drie meiden benaderd om mee te werken aan de film Honest die hij zelf zou regisseren. Terwijl Mel, Nic en Nat bezig waren met filmopnames, vulde Shaz haar tijd met het schrijven van nieuwe liedjes. Zo kwam ze medio '99 in aanraking met William Orbit, een succesvolle producer die in 1998 met Madonna aan het album Ray Of Light had gewerkt. Honest was geen succes. De band ging in het najaar weer de studio in om aan nieuwe songs te werken. Het eerste nieuwe materiaal verscheen in januari 2000. Het nummer Pure Shores was de vierde nummer 1-hit in Engeland voor All Saints en tevens verbonden aan de Amerikaanse speelfilm The Beach. In 2013 werd dit nummer opgenomen in het videospel Grand theft auto V als een van de hits op de ingame radio. Over de hele wereld stonden de meiden weer aan de top. Hierna werd het weer even stil rondom de band, maar in oktober keerde de band terug met een nieuwe single genaamd Black Coffee. Opnieuw een nummer 1 in Engeland en over de gehele wereld weer erg succesvol. Het langverwachte tweede album Saints & Sinners verscheen in diezelfde periode. De band sloot het jaar goed af met het winnen van een 2e MTV Europe Music Award. Dit keer voor Best Pop.

## Einde van de groep
Intussen waren er in de band enige strubbelingen ontstaan. Nicole en Natalie zouden steeds in de knoop liggen met Shaznay en Melanie. Eind februari, begin maart 2001 kondigden Shaz, Mel, Nic en Nat het einde van All Saints als groep aan. Plannen voor hun eerste wereldtournee waren hiermee dus voorgoed verleden tijd. Hun laatste single All Hooked Up haalde rond die tijd nr. 7 in Engeland. Na het uiteenvallen gingen de dames ieder hun eigen weg. Natalie en Nicole maakten een album onder de naam Appleton maar hadden daar weinig succes mee. Evenals Melanie en Shaznay, die beiden een solocarrière begonnen, maar het succes van All Saints niet konden overtreffen.

## Reünies
Op 30 september 2005 werden de groepsleden gefotografeerd terwijl ze lachend de London Ivy verlieten, dus de ruzie bleek bijgelegd. Enkele malen werd door de media bericht dat All Saints de draad als band weer had opgepakt. De berichten werden echter nooit door de leden zelf bevestigd, tot 2006, toen bekend werd dat de meiden een nieuw contract hadden gesloten met Parlophone Records, onderdeel van EMI Music. 6 november 2006 was de dag waarop All Saints als band zijn comeback maakte met de verschijning van de single Rock Steady. Het behaalde een nummer 3-notering in Engeland, waarmee leek te zijn bewezen dat de houdbaarheidsdatum van de band nog lang niet verstreken was. 
Het album Studio 1 (de titel is een verwijzing naar de studio waar de meiden elkaar voor het eerst ontmoetten sinds hun uiteengaan in 2001) verscheen op 13 november. Hoewel het in de Britse albumlijst teleurstellend binnen kwam op nr. 40 en in de weken erna alleen maar daalde, bleef Rock Steady wel lang in de singles-lijst staan. Voor februari 2007 stond de nieuwe single Chick Fit gepland. Uiteindelijk werd het nummer alleen op internet te koop aangeboden, waardoor het de hitparades niet wist te bereiken. Begin maart werd bekend dat platenlabel Parlophone de groep had laten vallen vanwege de tegenvallende verkoopresultaten. De band verklaarde de moed niet te zullen opgeven en opnieuw een album op te willen nemen. Het vinden van een platencontract bleek echter niet gemakkelijk en Melanie Blatt liet later weten dat All Saints als band nooit meer bij elkaar zou komen. 
Toch kwam de band in 2013 opnieuw bij elkaar om het voorprogramma te verzorgen van een tournee van de Backstreet Boys in Engeland. Deze optredens smaakten naar meer en dus doken de leden opnieuw de studio in om aan nieuw materiaal te werken. Op 1 januari 2016 hintte de band via hun social media naar een comeback door een (nieuwe) foto te plaatsen met daarop het jaartal "2016". Iets later werd een (tweede) comeback van All Saints definitief bevestigd met de komst van een gloednieuw album getiteld Red Flag dat op 8 april werd uitgebracht. Het nummer One Strike verscheen op 26 februari als eerste single. Red Flag bereikte een week na de release de #3 positie in de Engelse album verkooplijst. Met de The Red Flag Tour deed All Saints in oktober van dat jaar diverse Britse steden aan. 
In juli 2018 volgde er opnieuw een album: Testament. De uitgebrachte singles ervan (Love Lasts Forever en After All) werden goed ontvangen door hun fans. Het album zelf bereikte de vijftiende plaats in de Britse albumlijst. Ook ging All Saints met dit album weer op tournee. De Testament Tour bracht hen opnieuw langs diverse Britse steden. In april 2020 volgde de release van Message In A Bottle, een cover van Sting die ook zijn medewerking verleende aan de nieuwe versie.

## Discografie

### Albums
| Album met eventuele hitnotering(en) in de Nederlandse Album Top 100 | Datum van verschijnen | Datum van binnenkomst | Hoogste positie | Aantal weken | Opmerkingen   |
| ------------------------------------------------------------------- | --------------------- | --------------------- | --------------- | ------------ | ------------- |
| All Saints                                                          | 24-11-1997            | 7-2-1998              | 8               | 55           |               |
| The Remix Album                                                     | 29-12-1998            |                       | -               |              | Remixalbum    |
| Saints & Sinners                                                    | 14-10-2000            | 21-10-2000            | 16              | 10           |               |
| All Hits                                                            | 5-11-2001             |                       | -               |              | Verzamelalbum |
| Studio 1                                                            | 13-11-2006            |                       |                 |              |               |
| Red flag                                                            | 15-04-2016            |                       |                 |              |               |
| Testament                                                           | 27-07-2018            |                       |                 |              |               |

| Album met hitnotering(en) in de Vlaamse Ultratop 200 albums | Datum van verschijnen | Datum van binnenkomst | Hoogste positie | Aantal weken | Opmerkingen |
| ----------------------------------------------------------- | --------------------- | --------------------- | --------------- | ------------ | ----------- |
| All Saints                                                  | 24-11-1997            | 14-2-1998             | 5               | 36           |             |
| Saints & Sinners                                            | 14-10-2000            | 28-10-2000            | 27              | 5            |             |

### Singles
| Single met eventuele hitnotering(en) in de Nederlandse Top 40 | Datum van verschijnen | Datum van binnenkomst | Hoogste positie | Aantal weken | Opmerkingen                         |
| ------------------------------------------------------------- | --------------------- | --------------------- | --------------- | ------------ | ----------------------------------- |
| Silver Shadow                                                 | 2-1995                | niet in NL            |                 |              | als All Saints 1.9.7.5.             |
| Let's Get Started                                             | 4-1995                | niet in NL            |                 |              | als All Saints 1.9.7.5.             |
| If You Wanna Party                                            | 25-9-1995             | niet in NL            |                 |              | als All Saints 1.9.7.5.             |
| I Know Where It's At                                          | 18-8-1997             | 27-9-1997             | 33              | 3            |                                     |
| Never Ever                                                    | 10-11-1997            | 20-12-1997            | 4               | 19           |                                     |
| Under The Bridge/Lady Marmalade                               | 27-4-1998             | 9-5-1998              | 12              | 6            | Alarmschijf                         |
| Bootie Call                                                   | 31-8-1998             | 19-9-1998             | 5               | 9            | Alarmschijf                         |
| War of Nerves                                                 | 23-11-1998            |                       | tip10           |              |                                     |
| Pure Shores                                                   | 26-2-2000             | 12-2-2000             | 9               | 10           | Soundtrack The Beach                |
| Black Coffee                                                  | 14-10-2000            | 7-10-2000             | 9               | 7            | Alarmschijf                         |
| All Hooked Up                                                 | 27-1-2001             |                       | tip             |              |                                     |
| TwentyFourSeven                                               | 17-9-2001             |                       | -               |              | The Artful Dodger met Melanie Blatt |
| Rock Steady                                                   | 6-11-2006             | 25-11-2006            | 38              | 3            |                                     |
| Chick Fit                                                     | 2-2007                | niet in NL            |                 |              |                                     |

| Single met hitnotering(en) in de Vlaamse Ultratop 50 | Datum van verschijnen | Datum van binnenkomst | Hoogste positie | Aantal weken | Opmerkingen          |
| ---------------------------------------------------- | --------------------- | --------------------- | --------------- | ------------ | -------------------- |
| I Know Where It's At                                 | 18-8-1997             | 25-10-1997            | 37              | 2            |                      |
| Never Ever                                           | 10-11-1997            | 24-1-1998             | 4               | 17           |                      |
| Under the Bridge                                     | 27-4-1998             | 23-5-1998             | 33              | 6            |                      |
| Bootie Call                                          | 31-8-1998             | 31-10-1998            | 34              | 3            |                      |
| War of Nerves                                        | 23-11-1998            | 2-1-1999              | tip13           |              |                      |
| Pure Shores                                          | 26-2-2000             | 26-2-2000             | 5               | 12           | Soundtrack The Beach |
| Black Coffee                                         | 14-10-2000            | 21-10-2000            | 42              | 5            |                      |
| All Hooked Up                                        | 27-1-2001             | 10-2-2001             | tip             |              |                      |
| Rock Steady                                          | 6-11-2006             | 25-11-2006            | 42              | 3            |                      |

### NPO Radio 2 Top 2000
| Nummer met noteringen in de NPO Radio 2 Top 2000 | '02  | '03  | '04  | '05  | '06  | '07  | '08  |
| ------------------------------------------------ | ---- | ---- | ---- | ---- | ---- | ---- | ---- |
| Never Ever                                       | 1303 | 1191 | 1082 | 1451 | 1635 | 1423 | 1425 |

1. ↑  Een vetgedrukt getal geeft de hoogste notering aan.
2. ↑  2002 was het eerste jaar met een notering voor dit nummer.
3. ↑  Deze tabel is bijgewerkt tot en met de laatste editie (2024).

### Andere uitgaven
- All Saints - The Video
- All Saints - The DVD
- Honest soundtrack